# Sommer (2008)
Sommer – Für die große Liebe musst du kämpfen ist ein deutscher Kinofilm aus dem Jahr 2008 mit Jimi Blue Ochsenknecht.

## Handlung

### Einleitung
Der 15-jährige Tim Winter hat schon viel von der Welt gesehen, da er seinen Vater, einen Luftwaffenpiloten, an dessen wechselnde Einsatzorte begleitet. Nach Somalia kann sein Vater ihn allerdings nicht mitnehmen und so schickt er ihn von Berlin nach Amrum zu seiner Oma. Zum achten Mal wartet eine neue Schule auf den Teenager – wieder einmal „der Neue“ zu sein, daran hat er sich bereits gewöhnt.
Kaum ist er angekommen gerät er mit Lars, dem bewunderten Anführer einer angesagten Surferclique, aneinander. Tim will Eric, einen etwas übergewichtigen Jungen, vor Lars und seinen Freunden beschützen und wird dabei von Lars durch die Fensterscheibe eines Geschäftes gestoßen. Um den Schaden zu ersetzen, soll Tim 1400 Euro Strafe zahlen und deshalb macht er sich auf die Suche nach einem Job. Auf einem Reiterhof wird er fündig und kann sofort mit der Arbeit beginnen. Kurz darauf beobachtet er ein blondes Mädchen, Vic, im Reitstall beim Tanzen. Sie gefällt ihm auf Anhieb und er verliebt sich in sie. Obwohl Vic schon seit über zwei Jahren mit Lars zusammen ist, findet auch sie Gefallen an Tim.

### Hauptteil
Lars lädt Vic zu einem romantischen Essen und ihrer ersten gemeinsamen Nacht in einer Suite, der „Honeymoon-Suite“, im Hotel seines Vaters ein. Vic ist von der Idee nicht begeistert und sucht Rat bei ihrer besten Freundin Steffi, deren Vater der Reiterhof gehört.
Tim erhält seine ersten Reitstunden von Eric, mit dem er sich inzwischen angefreundet hat. Steffi bittet Vic darum, ihr Pferd zu bewegen, da sie selbst kaum noch Zeit dafür findet und so kommt es schließlich dazu, dass Tim und Vic zusammen ausreiten. Die beiden Teenager unterhalten sich intensiv und Vic entdeckt in Tim etwas, das sie von Lars gar nicht kennt: Der Junge aus Berlin mag sie, so wie sie ist – mit all ihren Problemen und Ängsten. Vic vertraut Tim an, dass ihr Vater trinkt, nach dem Bankrott seines Unternehmens arbeitslos ist und ihre Familie mit dem Geld gerade so über die Runden kommt. Und auch Tim erzählt ihr von seinen persönlichen Schicksalsschlägen, wie z. B. dem Tod seiner Mutter, als er gerade vier Jahre alt war. Auch nennt er ihr den Grund, warum er das Schwimmen im Meer meidet: Ein Freund von ihm, Ben, ist in einem See einer Kiesgrube ertrunken, weil er nicht schwimmen konnte. Tim hat ihn schließlich gefunden, konnte ihn aber nicht mehr retten.
Durch Tims Offenheit merkt Vic, dass sie sich in ihn verliebt hat. Vics Mutter, die Schuldirektorin, erfährt von der sich anbahnenden Liebe und ist über die Entwicklung nicht begeistert. Sie will, dass ihre Tochter mit einem standesgemäßen Jungen zusammen ist. Deshalb versucht Vic, die Beziehung zu Tim zu verheimlichen, was den Frischverliebten natürlich sehr stört. Bei einem Karaokeabend, auf dem auch Lars und Vic sind, singt Tim Vics Lieblingslied „The One“. Daraufhin trennt sich Vic von Lars, um endlich offen mit Tim zusammen sein zu können. Sie möchte ihre neue Liebe gerne zeigen, macht es dann aber doch nicht.
Inzwischen will sich Vics Vater eine neue Existenz aufbauen, indem er mit einem Boot Touristen übers Meer zu den Seehundbänken bringt. Das Boot stellt er auf dem Reiterhof von Steffis Vater in einer Scheune unter, für die auch Tim einen Schlüssel hat. Lars ist wütend, weil Vic ihn verlassen hat. Während einer Sommerparty brechen er und sein Freund Bernie in die Scheune ein und Lars zerstört die dort gelagerten Pokale von Steffis Vater. Als sie jedoch abrupt verschwinden müssen, fällt Bernie eine brennende Petroleumlampe auf den Boden, woraufhin die gesamte Scheune und das Boot in Flammen aufgehen.
Um Tim zu zeigen, dass sie auch öffentlich zu ihm steht, singt Vic auf dem Sommerfest „The One“. Das Eintreffen eines Polizisten, der Steffis Vater über den Brand informiert, zerstört die Stimmung jäh. Der Reiterhofbetreiber verdächtigt Tim, der auf dem Polizeirevier seine Unschuld beteuert. Nun fühlen sich Vics Eltern in ihrer Ablehnung gegenüber Tim noch bestärkter. Als Vics Schwester ein Gespräch zwischen Lars und Bernie belauscht, in dessen Verlauf sie die Wahrheit über den Brand erfährt, informiert sie sofort Vic und ihre Eltern.
Tim und Lars geraten am Strand aneinander und dieses Mal fordert Tim Lars zu einem Wettschwimmen heraus. Wer als Erster die rote Boje erreicht, gewinnt. Lars schwimmt schneller als Tim, wird aber kurz vor dem Ziel von einer Feuerqualle gestochen. Tim rettet den Widersacher und bringt ihn zurück zum Strand. Dort warten schon die Schaulustigen – und unter ihnen befinden sich auch Vics Eltern, die sich nach der Rettungsaktion bei Tim entschuldigen.

### Schluss
Tims Vater hat eingesehen, dass er sich mehr um seinen Sohn kümmern muss und kommt nach Amrum, um ihn abzuholen. Vic und Tim sind verzweifelt, denn gerade jetzt, als alle Steine aus dem Weg geräumt sind, haben die beiden Verliebten nur noch einen Tag, bevor Tim abreisen muss. Sie sitzen am Strand und versuchen, ihre letzten gemeinsamen Stunden zu genießen. Zum Abschied überreicht Vic Tim eine Schachtel, die er aber erst später öffnen darf. Als er und sein Vater losfahren und schon auf der Fähre zum Festland sind, öffnet Tim die Schachtel. In ihr befinden sich ein Foto von Vic sowie ihre Ankerkette, die sie von ihrem Großvater bekommen hat: Drückt man den Anker ganz fest, soll alles wieder gut werden.
Tim überrascht Vic am Strand, sie fallen sich in die Arme: Tim wird auf der Insel bleiben.

## Kritiken
Ulrike Schröder schreibt in TV-Digital Heft 8 vom 4. April 2008, dass die harmlose Teenie-Romanze ganz unverhohlen ein Starvehikel für den Teenie-Schwarm Jimi Blue sei und, außer mit ihrem jungen Helden, vor allem mit Klischees auffahre, wobei Jimi Blue, der Ende 2007 sein erstes Album veröffentlicht hat, in diesem Film auch singen dürfe.
Die Deutsche Film- und Medienbewertung FBW in Wiesbaden verlieh dem Film das Prädikat wertvoll.